# José Artés de Arcos
José Artés de Arcos (Alhama de Almería, 1893 - Almería, 1985) fue un inventor y empresario, pionero de la industria auxiliar de la automoción, fundador de José Artés de Arcos, SA. Además, fue el impulsor de algunos coches de carreras como el Guepardo de Fórmula IV (1966) y el Artés Campeador (1967), y del coche anfibio Artés Gato Montés de 6 ruedas (1971).

## Biografía
Nació en Alhama de Almería (Almería), el 27 de febrero de 1893, en una familia de panaderos, en la calle que ahora lleva su nombre. Desde muy joven destacó su habilidad manual, reparando y fabricando objetos de uso cotidiano. Sus primeros años los desarrolla trabajando para las empresas de la industria minera, como las empresas mineras propiedad naviera Sota Aznar, como aprendiz de forjador, y después como tornero mecánico en Melilla en las fundiciones de los yacimientos de San Juan de las Minas de la Compañía Española de Minas del Rif. En esa ciudad desarrolla su primera patente: el motor rotativo que registró con el n.º. 61714, siendo la primera de las más de quinientas que llegó a realizar a lo largo de su vida.
En 1918 se traslada a Barcelona a trabajar en un taller de reparación de embarcaciones, que compagina con estudios técnicos y de inglés. En 1927 gracias a sus ahorros y una gratificación extraordinaria estableció un pequeño taller de automóviles. En el año 1929, habitando en un pequeño altillo de madera instalado en el mismo local de su industria, situado en la calle de Córcega, ya podemos ver el nombre de Artés en el parachoques del automóvil de S.M. el Rey Don Alfonso XIII. A lo largo de su carrera, desarrolló un gran número de patentes e inventos técnicos como el economizador de gasolina, como la bocina de aspiración. 
Durante la Guerra Civil Artés de Arcos abandonó Barcelona para instalarse en Sobirans (Arenys de Munt), periodo en que fabricó e instaló sirenas antiaéreas de patente propia para los campanarios. Acometió diversas obras para beneficio de la población como la electrificación de Sobirans, la restauración de la estatua de Sant Martí y otras obras culturales. Artés de Arcos se convirtió en un empresario de gran relevancia en el ámbito de la industria auxiliar del automóvil que además promovió y participó en infinidad de asociaciones empresariales, contando con importantes relaciones con representantes de las instituciones del Régimen a nivel de la provincia de Barcelona y a nivel nacional. Fue miembro, entre otros, de la Cámara de comercio Industria y Navegación de Barcelona, obtuvo la calificación de Empresa Modelo para Artés de Arcos s.a., fue presidente del Gremio de Fabricantes de Recambios y Accesorios de Automóviles de Barcelona y su sindicato vertical y fue Presidente del Centro de Iniciativas y Turismo de Almería así como otros cargos en la provincia de Almería. A mediados de los años 50 instaló además en Almería, en su provincia natal, una fábrica de componentes auxiliares de automóvil, así como un grupo de 350 viviendas. En 1964 recibió la Gran Cruz del Mérito Civil por su mediación en el Tratado de Libre Comercio firmado en Uruguay y la promoción de relaciones comerciales con los países sudamericanos a través de las Cámaras de Comercio. En 1965 obtuvo la Medalla de Plata del Mérito al Trabajo. En 1966 fundó Artés de Arcos s.a, como parte de su grupo de empresas de fabricación de piezas para la industria auxiliar para la fabricación de faros, bocinas, cuadros de a bordo, volantes, instrumentación, radios, etc. entre las que se encontraban empresas como Artés-Jaeger en Barberá del Vallés, Proyectores de Automóviles en Martos  así como fábricas en Almería y Madrid, de piezas de automóvil y también para cajas de seguridad. Entre sus socios se encontraron principalmente empresas francesas y sus clientes eran los fabricantes de la industria de la automoción europea. Artés de Arcos empleó hábilmente la publicidad para dar a conocer su trabajo, por ejemplo, para dar a conocer la bocina de aspiración, la colocó en un vehículo que recorrió España en un viaje promocional, ante el asombro de los habitantes de los pueblos y ciudades a la vista de un conjunto de bocinas de diez notas que interpretaba música regional. Esta última fue rápidamente copiada en otros países. El final de ese viaje culminó en el patio del Palacio de Oriente en el que entró tocando la marcha real, y poco tiempo después en los Campos Elíseos de París con ocasión del Salón del Automóvil, interpretando la Marsellesa.  Además, en los años 60 adquirió y restauró el Hotel Balneario San Nicolás de Alhama y realizó mejoras en las infraestructuras hidráulicas de su pueblo natal. Asimismo, en los años sesenta y setenta participó en negocios inmobiliarios y turísticos en Almería, en muchas ocasiones junto al arquitecto Fernando Cassinello, como en la construcción del Alcazaba Gran Hotel en la playa del Zapillo, demolido en 2007.
En 1972 en unas memorias Artés de Arcos escribía:

Como tantos otros tuve también que abandonar el hogar y mi pueblo (Alhama de Almería), y como otros tantos, dirigirme hacia la región eminentemente industrial, laboriosa e inteligente, Cataluña, donde el trabajo unido al estudio en las horas que pertenecían al descanso, la lucha en suma por la vida, durante largos, muy largos años, se ha visto coronado por el triunfo, no con negocios fáciles ni loterías, y menos aún con la explotación humana, sino creando novedades que el público consumidor pagaba espléndidamente, como un capricho, inventos propios que han dado la vuelta al mundo y copiados en todos los países industrializados.

## Reconocimientos
Se le otorgó la Gran Cruz al Mérito Civil en 1964 y en 1965 la Medalla de Plata al Mérito al Trabajo. Tiene calles con su nombre en Almería, Alhama de Almería, y Arenys de Munt. 